# Lacerta steineri
Lacerta steineri este o specie de șopârle din genul Lacerta, familia Lacertidae, ordinul Squamata, descrisă de Eiselt 1995. Conform Catalogue of Life specia Lacerta steineri nu are subspecii cunoscute.